# Ko Min-sung
Đây là một tên người Triều Tiên, họ là Ko.
Ko Min-sung (tiếng Hàn: 고민성; sinh ngày 20 tháng 11 năm 1995) là một cầu thủ bóng đá Hàn Quốc thi đấu cho Suwon Samsung Bluewings.